# Riedenheim
Riedenheim település Németországban, azon belül Bajorországban. Lakosainak száma 715 fő (2023. december 31.). Riedenheim Sonderhofen, Bütthard, Röttingen, Gelchsheim, Igersheim és Weikersheim községekkel határos.

## Népesség
A település népessége az elmúlt években az alábbi módon változott:
| Lakosok száma | 609  | 874  | 608  | 755  | 757  | 737  | 713  | 702  | 702  | 715  |
|               | 1875 | 1950 | 1975 | 1987 | 2012 | 2014 | 2016 | 2017 | 2021 | 2023 |